# Danmarks ambassade i Dhaka
Danmarks ambassade i Dhaka er Danmarks officielle repræsentation i Bangladesh. Ambassaden blev etableret i 1972, kort efter Bangladeshs uafhængighed, hvilket markerede begyndelsen på de diplomatiske forbindelser mellem Danmark og Bangladesh. Ambassadens primære opgaver omfatter at fremme politisk dialog, støtte danske virksomheder på det bangladeshiske marked og yde konsulær bistand til danske borgere i Bangladesh. Derudover arbejder ambassaden for at styrke samarbejdet inden for områder som handel, kultur og uddannelse samt at understøtte bæredygtig udvikling og økonomisk vækst i Bangladesh.